# Lophoptera torrens
Lophoptera torrens är en fjärilsart som beskrevs av W. Warren 1914. Lophoptera torrens ingår i släktet Lophoptera och familjen nattflyn. Inga underarter finns listade i Catalogue of Life.